# ユロック語
ユロック語（ユロックご、Yurok language）は、アルギック語族に属す言語 。デルノルト郡 (カリフォルニア州)およびハンボルト郡 (カリフォルニア州)のユロック人によって伝統的に話されてきたが、彼らのほとんどは現在は英語を話す。最後の母語話者は2013年に亡くなった